# Power Rangers Beast Morphers
Power Rangers Beast Morphers es la vigésima sexta y séptima temporadas del famoso programa de televisión estadounidense del género tokusatsu Power Rangers, estrenada el día 2 de marzo del año 2019 en el canal de Nickelodeon en los Estados Unidos, adaptación de Tokumei Sentai Go-Busters temporada de la serie japonesa Super Sentai, siendo esta la primera vez que se adapta un sentai varios años después de su estreno original en Japón, debido a que Go-Busters fue estrenada en 2012, cabe resaltar el hecho de que esta es la primera serie hecha por Hasbro, iniciando una nueva era; también la serie es una secuela de Power Rangers RPM.
Además es la primera serie de los Power Rangers en tener juguetes fabricados y distribuidos por Hasbro y es la primera temporada adaptada con el nuevo logotipo de Power Rangers presentado en 2018.
A finales de 2019, la serie se renovó para una segunda temporada que se estrenó en 2020 sin agregar la palabra "Super" al título.

## Argumento
En algún momento del futuro, una agencia secreta en la ciudad de Coral Harbor conocida como Centro de Operaciones de la Red combina una sustancia recién descubierta llamada "Morph-X" con ADN animal para crear un nuevo equipo de Power Rangers conocido como Beast Morphers. Los Beast Morphers Rangers deben defender la Red Mórfica de Evox, un virus informático malicioso que crea clones de avatars malvados de los Rangers candidatos originales de Beast Morphers: Blaze y Roxy, que se han convertido en avatars como resultado. Cuando Blaze y Roxy son transportados a la Dimensión Cibernética, Evox, los Cibervillanos Blaze y Roxy obtienen a su gobernante de facto Scrozzle como un aliado mientras les ayuda en su plan para devolver a Evox a la Tierra.

## Personajes

### Rangers
- Devon Daniels/Red Beast Morphers Ranger: Devon es el hijo del alcalde de Coral Harbor, y cuando Blaze, el candidato original para ser el Ranger Rojo fue puesto en coma por su Avatar, Devon se convirtió en el Ranger Rojo. Devon disfruta de la acción y, aunque parece descuidado, demuestra un deseo de demostrar su autosuficiencia. Sin embargo, Devon es un líder natural del equipo. Los poderes de Red Ranger de Devon incorporan el ADN de Chita, lo que le permite moverse con velocidad máxima, pero se congela al ver a los perros.

- Ravi Shaw/Blue Beast Morphers Ranger: Es el hijo de la Comandante Shaw, el cadete del Centro de Operaciones de la Red. Ravi estaba en una relación con la candidata original de Ranger Amarilla, Roxy, pero rompió con ella para abrazar sus deberes como Ranger. Se arrepiente de haberla hecho a un lado después de que la creación de su Avatar la dejó en coma. Los poderes del Blue Ranger de Ravi incorporan el ADN de Gorila, lo que le da una fuerza física inmensa, pero puede sobrecalentarse y enfurecerse al usarlo en exceso.

- Zoey Reeves/Yellow Beast Morphers Ranger: Zoey era una chica de la lavandería para el Centro de Operaciones de la Red, pero se convirtió en la Ranger Amarilla después de que Blaze y Roxy se pusieran en estado de coma. Ella es valiente y tiene un fuerte sentido del yo y la justicia. Los poderes de la Yellow Ranger de Zoey incorporan el ADN de Liebre, lo que le da a Zoey poderosas habilidades para saltar y patear, pero puede agotarse fácilmente y puede restaurar su energía con zanahorias. En el episodio 14 "Sonido y Furia", le confiesa a Nate, que gusta de él.
- Nate Silva/Gold Beast Morphers Ranger: Nate es un niño prodigio, investigador jefe y jefe de tecnología del Centro de Operaciones de la Red que desarrolló el Morph-X para usar como una fuente de energía limpia y sostenible. Creó los poderes y el arsenal de los Rangers, un genio. Nate es un pensador rápido en situaciones que lo requieren. Fue debido a su pensamiento rápido que permitió a Devon, Ravi y Zoey obtener sus poderes, protegiendo la Red Morfica. Siendo hijo único, Nate siempre quiso un hermano mayor, y considera a su Beast Bot (Steel) como una figura de hermano que a un Ranger. Él tiene sentimientos por Zoey, enviándole flores por San Valentín en secreto. El ADN de Nate está unido al ADN de la Mantis, pero por el momento no se sabe qué poderes posee.

- Steel/Silver Beast Morphers Ranger: Un nuevo Beast Bot, también conocido como "Mr. Fantastic Super Handsome Strong". Steel es un Beast Bot de escarabajo, a pesar de que su contraparte de sentai es claramente un Stag Beetle, fue creado por Nate mientras fue secuestrado por Blaze y Roxy y estaba destinado a ser utilizado como un cuerpo potencial para Evox. Sin embargo, Nate detiene el plan de Evox, y vincula a Steel a su ADN humano. Y de esta forma, queda vinculado con el ADN del escarabajo para convertirse en el Silver Beast Morphers Ranger. Debido a que él está vinculado con el ADN humano, Steel es mitad humano, aunque no tenga sentido, y Nate considera que es su hermano.

### Aliados
- Cruise: compañero robótico del Ranger Rojo.
- Smash: compañero robótico del Ranger Azul.
- Jax: compañero robótico de la Ranger Amarilla.
- Betty Burke: Hermana mayor de Ben y guardia de seguridad del Grid Battleforce, ella es baja e impulsiva y aunque ella y su hermano provocan desastres como dúos cómicos, siempre quieren ayudar a la organización o a los Rangers cuando más lo necesiten.
- Ben Burke: Hermano menor de Betty y guardia de seguridad del Grid Battleforce, él es obeso, menos riesgoso y aunque él y su hermana provocan desastres como dúos cómicos, siempre quieren ayudar a la organización o a los Rangers cuando más lo necesiten.
- Adam Daniels: el alcalde de Coral Harbor y Padre de Devon.
- Comandante Amanda Shaw: líder del Centro de Operaciones de la Red y Madre de Ravi.
- Muriel Reeves: reportera del Canal 10 y Madre de Zoey.

### Villanos
- Evox: Es un virus informático combinado con ADN de cobra que quiere apoderarse del Morph-X para sus malévolos planes. En la segunda temporada, se revela que Evox es una encarnación del villano Venjix de Power Rangers RPM creado por accidente por Nate y volviendo de nuevo con más poder.

- Cybervillano Blaze: Copia mecánico-diabólica arrogante y orgullosa del Blaze original, que al igual como Cybervillana Roxy, su objetivo es complacer a su amo Evox en obtener la Red Metamórfica por medio del Morph-X. Él carece de humanidad y posee los aspectos negativos del Blaze original y tiene un gran rivalidad contra Devon.

- Cybervillana Roxy: Copia mecánico-diabólica despiadada y manipuladora de la Roxy original, que al igual como Cybervillana Blaze, su objetivo es complacer a su amo Evox en obtener la Red Metamórfica por medio del Morph-X. Ella carece de humanidad y posee los aspectos negativos de la Roxy original y tiene un gran rivalidad contra Ravi y Zoey.
- Scrozzle: Un robot científico e inventor con una personalidad cobarde y ansioso que es leal a Evox en la recolección de Morph-X y la creación de tecnología para ayudarlos en sus planes, entre ellos los Robotrons y sus versiones enormes, los Gigadrones.
- Vargoyle: Creado por Scrozzle hace muchos años, Vargoyle es un robot despiadado y astuto que se reveló en contra de su creador para conseguir más poder. Se unió a Evox a cambio de usar el Morph-X y mejoras para tal fin.
- Tronics: Creados por Scrozzle, son robots tipos soldados de pies con uniformes magentas con armas blasters parecidos a katar dividido

## Producción
Tras el anuncio, el 16 de febrero de 2018, de que Hasbro asumirá el control de Bandai América  como licencia de juguete principal para los Power Rangers a partir de 2019,  Power Rangers Beast Morphers fue anunciado oficialmente por primera vez durante el plantel de Hasbro para la New York Toy Fair 2018.
A partir del 1 de mayo de 2018, Hasbro confirmó que oficialmente había comprado todo lo relacionado con los Power Rangers, incluyendo los derechos para hacer la serie, y por esto, la compañía Saban Brands, cerró al poco tiempo, dejando a Hasbro como el único que podía realizar la serie.
El elenco oficial de Beast Morphers fue confirmado el 18 de agosto de 2018 en la Power Morphicon 6, con un tráiler de la serie incluido. 
La primera temporada terminó su rodaje el 20 de diciembre de 2018, y Judd Lynn regresará para esta temporada.
La serie se estrenó oficialmente el 2 de marzo de 2019 a las 8am en Nickelodeon.

## Episodios
| Temporada | Temporada | Episodios | Emisión original      | Emisión original        | Emisión en Hispanoamérica | Emisión en Hispanoamérica |
| Temporada | Temporada | Episodios | Primera emisión       | Última emisión          | Primera emisión           | Última emisión            |
| --------- | --------- | --------- | --------------------- | ----------------------- | ------------------------- | ------------------------- |
|           | 26        | 22        | 2 de marzo de 2019    | 7 de diciembre de 2019  | 15 de julio de 2019       | 2 de diciembre de 2019    |
|           | 27        | 22        | 22 de febrero de 2020 | 12 de diciembre de 2020 | 6 de noviembre de 2020    | 24 de julio de 2021       |

## Reparto
- Devon Daniels: Rorrie D. Travis
- Ravi Shaw: Jazz Baduwalia
- Zoey Reeves: Jacqueline Scislowski
- Nate Silva: Abraham Rodríguez
- Steel: Jamie Linehan (Actor de voz) / Sam Jellie.

## Doblaje Latino
- Devon Daniels: Elliot Leguizamo
- Ravi Shaw: Luis Navarro
- Zoey Reeves: Erika Ugalde
- Nate Silva: Diego Becerril
- Steel: Sergio Morel
- Shaw: Erika Rendón
- E.V.O.X.: Rolando de Castro
- Blaze: Miguel de León
- Roxy: Vanessa Olea
- Alcalde Adam Daniels: Gerardo Vásquez

- Dirección de Doblaje: Erika Rendón
- Traducción: Carlos Wilheleme
- Producción: Paola Felgueres
- Estudio de Doblaje: Dubbing House

- Datos: Q49117245